# Llei de força d'Ampère
En magnetoestàtica, la força d'atracció o repulsió entre dos cables que transporten corrent (vegeu la primera figura a continuació) s'anomena sovint llei de força d'Ampère. L'origen físic d'aquesta força és que cada cable genera un camp magnètic, seguint la llei de Biot-Savart, i l'altre cable experimenta una força magnètica com a conseqüència, seguint la llei de la força de Lorentz.

## Equació

### Cas especial: dos cables rectes paral·lels
L'exemple més conegut i més senzill de la llei de la força d'Ampère, que subposava (abans del 20 de maig de 2019) la definició de l'amper, la unitat SI del corrent elèctric, afirma que la força magnètica per unitat de longitud entre dos conductors rectes paral·lels és
{\displaystyle {\frac {F_{m}}{L}}=2k_{\rm {A}}{\frac {I_{1}I_{2}}{r}},}on
{\displaystyle k_{\rm {A}}} és la constant de força magnètica de la llei de Biot-Savart, {\displaystyle F_{m}/L} és la força total sobre qualsevol dels cables per unitat de longitud del més curt (com més llarg s'aproxima com a infinitament llarg en relació amb el més curt), {\displaystyle r} és la distància entre els dos cables, i {\displaystyle I_{1}}, {\displaystyle I_{2}} són els corrents continus que transporten els cables.
Aquesta és una bona aproximació si un cable és prou més llarg que l'altre, de manera que es pot aproximar com a infinitament llarg, i si la distància entre els cables és petita en comparació amb les seves longituds (de manera que es compleixi l'aproximació d'un cable infinit), però grans en comparació amb els seus diàmetres (de manera que també es poden aproximar com a línies infinitament primes). El valor de {\displaystyle k_{\rm {A}}} depèn del sistema d'unitats escollit i del valor de {\displaystyle k_{\rm {A}}} decideix com de gran serà la unitat de corrent.
En el sistema SI, {\displaystyle k_{\rm {A}}\ {\overset {\underset {\mathrm {def} }{}}{=}}\ {\frac {\mu _{0}}{4\pi }}} amb {\displaystyle \mu _{0}} la constant magnètica, en unitats SI

## Cas general
La formulació general de la força magnètica per a geometries arbitràries es basa en integrals de línia iterades i combina la llei de Biot-Savart i la força de Lorentz en una equació tal com es mostra a continuació.
{\displaystyle \mathbf {F} _{12}={\frac {\mu _{0}}{4\pi }}\int _{L_{1}}\int _{L_{2}}{\frac {I_{1}d{\boldsymbol {\ell }}_{1}\ \times \ (I_{2}d{\boldsymbol {\ell }}_{2}\ \times \ {\hat {\mathbf {r} }}_{21})}{|r|^{2}}},}
on

Dos cables que transporten corrent s'atrauen magnèticament: el cable inferior té un corrent I_{1}, que crea un camp magnètic B_{1}. El cable superior transporta un corrent I_{2} a través del camp magnètic B_{1}, de manera que (per la força de Lorentz) el cable experimenta una força F_{12}. (No es mostra el procés simultani en què el cable superior fa un camp magnètic que provoca una força al cable inferior.)

- {\displaystyle \mathbf {F} _{12}} és la força magnètica total que sent pel fil 1 a causa del fil 2 (normalment es mesura en newtons),
- {\displaystyle I_{1}} i {\displaystyle I_{2}} són els corrents que circulen pels cables 1 i 2, respectivament (normalment es mesuren en amperes),
- La integració de doble línia suma la força sobre cada element del cable 1 a causa del camp magnètic de cada element del cable 2,
- {\displaystyle d{\boldsymbol {\ell }}_{1}} i {\displaystyle d{\boldsymbol {\ell }}_{2}} són vectors infinitesimals associats amb el cable 1 i el cable 2 respectivament (normalment mesurats en metres); vegeu la integral de línia per a una definició detallada,
- El vector {\displaystyle {\hat {\mathbf {r} }}_{21}} és el vector unitari que apunta des de l'element diferencial del cable 2 cap a l'element diferencial del cable 1, i |r| és la distància que separa aquests elements,
- La multiplicació × és un producte creuat vectorial,
- El signe de {\displaystyle I_{n}} és relativa a l'orientació {\displaystyle d{\boldsymbol {\ell }}_{n}} (per exemple, si {\displaystyle d{\boldsymbol {\ell }}_{1}} apunta en la direcció del corrent convencional, doncs {\displaystyle I_{1}>0}).

Per determinar la força entre cables en un medi material, la constant magnètica es substitueix per la permeabilitat real del medi.
Per al cas de dos cables tancats separats, la llei es pot reescriure de la següent manera equivalent ampliant el producte del triple vectorial i aplicant el teorema de Stokes: {\displaystyle \mathbf {F} _{12}=-{\frac {\mu _{0}}{4\pi }}\int _{L_{1}}\int _{L_{2}}{\frac {(I_{1}d{\boldsymbol {\ell }}_{1}\ \mathbf {\cdot } \ I_{2}d{\boldsymbol {\ell }}_{2})\ {\hat {\mathbf {r} }}_{21}}{|r|^{2}}}.}En aquesta forma, és immediatament obvi que la força sobre el cable 1 deguda al cable 2 és igual i oposada a la força sobre el cable 2 a causa del cable 1, d'acord amb la tercera llei del moviment de Newton.